# ویسواف هارتمن

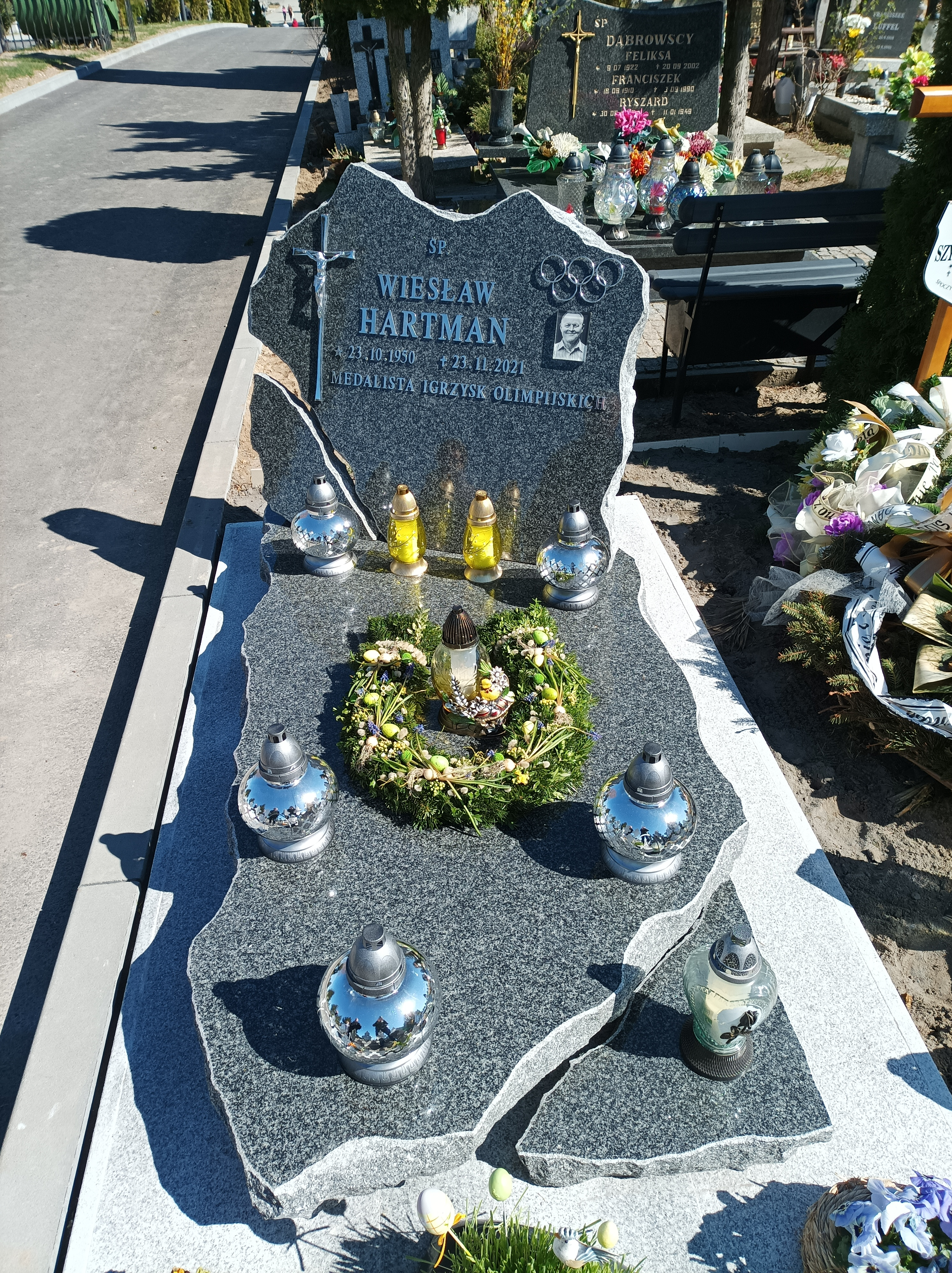
نمایی از سنگ‌مزار ویسواف هارتمن - ۲۰۲۲

ویسواف هارتمن (لهستانی: Wiesław Hartman؛ ‏ تلفظ لهستانی: [ˈvjɛswaf]؛ ‏ ۲۳ اکتبر ۱۹۵۰ – ۲۴ نوامبر ۲۰۲۱) سوارکار پرش اهل لهستان بود.